# Alevonota gracilenta
Alevonota gracilenta är en skalbaggsart som först beskrevs av Wilhelm Ferdinand Erichson 1839.  Alevonota gracilenta ingår i släktet Alevonota, och familjen kortvingar. Enligt den svenska rödlistan är arten otillräckligt studerad i Sverige. Arten förekommer i Götaland, Gotland och Svealand. Artens livsmiljö är havsstränder, våtmarker, jordbrukslandskap, stadsmiljö.